# ミック博士
ミック博士（ミックはかせ、1969年3月4日生まれ、兵庫県西宮市出身）は日本の編集者、ライター。『昭和プロレス研究室』主宰。
昭和期のプロレスに造詣が深く、膨大な雑誌、古書、映像資料を所蔵し、そのデータと考察を編纂した自主制作雑誌『ミック博士の昭和プロレスマガジン』を刊行している。

## 略歴
1991年、大学卒業後に入社した放送関連企業で社内ゴシップを中心に執筆した同人誌『ミック・マガジン』を刊行。
1998年、昭和プロレスの所蔵データを網羅したサイト『昭和プロレス研究室』を開設、その後、紙媒体への愛着からミニコミ『ミック博士の昭和プロレスマガジン』の創刊に至る。
2019年、昭和プロレス研究室創立20周年＆昭和プロレスマガジン50号出版記念として昼夜イベントを行った。

## 人物
- 昭和プロレス研究家の第一人者と目され、サイト、雑誌とも資料性の高さから熱狂的な愛読者が多く、各メディアよりデータ提供のオファーを受けることもある。
- 1960年代のビート・グループへの造詣も深く『トップ・ギアー!!』なる評論サイトの運営を手掛けている。
- 愛犬家である。
- アダルトビデオ蒐集家の一面もあり、会社の同僚であった松本亀吉のミニコミ『溺死ジャーナル』500号ではアダルトビデオ評論家の雨宮まみとの対談が掲載された。
- 熱烈なサイキッカーであった事が、ゴシップ中心の同人誌『ミック・マガジン』発刊に影響していると思われる。